# Landkreis Kaiserslautern
Der Landkreis Kaiserslautern ist eine Gebietskörperschaft in Rheinland-Pfalz. Sitz der Kreisverwaltung ist das gleichnamige Kaiserslautern, das als kreisfreie Stadt nicht zum Landkreis gehört; bevölkerungsreichste Stadt ist Landstuhl.
Am 31. Dezember 2017 zählte der Landkreis 105.704 Einwohner.

## Geografie

### Lage
Der Landkreis Kaiserslautern liegt mit rund einem Drittel seiner Fläche im Naturpark Pfälzerwald. Der westliche Teil umfasst die sogenannte Sickinger Höhe. Im Norden hat der Landkreis Anteil am Nordpfälzer Bergland. Die Kaiserslauterer Senke schiebt sich als schmale Niederung in einer Breite von 3 bis 7 Kilometern von Osten nach Westen zwischen das südliche Schichtstufenland und das Nordpfälzer Bergland.
Der Landkreis Kaiserslautern liegt in der Mitte der Westpfalz. Seine geografischen Koordinaten sind 7° 24' und 8° östl. Länge von Greenwich sowie 49° 18' und 49° 36' nördl. Breite.
Der Landkreis erstreckt sich von West nach Osten 43 Kilometer, von Norden nach Süden 32 Kilometer. Die höchste Erhebung befindet sich 2 Kilometer südlich von Johanniskreuz beim Steinberg mit 528 m ü. NHN. Die tiefste Stelle des Landkreises liegt bei Olsbrücken, wo die Lauter in 205 m ü. NHN den Landkreis verlässt.

### Nachbarkreise
Der Landkreis grenzt im Uhrzeigersinn im Nordwesten beginnend an die Landkreise Kusel, Donnersbergkreis, Bad Dürkheim und Südwestpfalz. Ein kleines Stück des Landkreises in der Ortsgemeinde Bruchmühlbach-Miesau grenzt auch direkt an den Saarpfalz-Kreis im Saarland. Die kreisfreie Stadt Kaiserslautern wird fast komplett vom Landkreis umschlossen.

## Geschichte
Vorläufer des Landkreises Kaiserslautern war das 1818 eingerichtete königlich bayerische Landkommissariat Kaiserslautern. Einer der bekanntesten damaligen Landkommissäre (Landräte) war von 1840 bis 1848 Maximilian Joseph von Lamotte (1809–1887), welcher gleichzeitig als Direktor der Pfälzischen Ludwigsbahn fungierte und später zum Vize-Regierungspräsidenten der Pfalz (Bayern) in Speyer avancierte. 1862 wurde das Landkommissariat Kaiserslautern in das Bezirksamt Kaiserslautern überführt. Am 1. Dezember 1900 gab das Bezirksamt 19 Gemeinden an das neue Bezirksamt Rockenhausen ab. 1939 wurde das Bezirksamt wie alle bayerischen Bezirksämter in Landkreis umbenannt.
Am 1. März 1920 schied die Stadt Kaiserslautern aus dem Bezirksamt aus und wurde zur kreisunmittelbaren Stadt. Am 1. Juli 1920 wurden die Gemeinden Bann, Bettenhausen, Bruchmühlbach, Fockenberg-Limbach, Gerhardsbrunn, Gimsbach, Hauptstuhl, Hütschenhausen, Katzenbach, Kindsbach, Kottweiler-Schwanden, Landstuhl, Linden, Mackenbach, Matzenbach, Miesenbach, Mittelbrunn, Mühlbach im Bruch, Nanzdiezweiler, Niedermohr, Oberarnbach, Obermohr, Obernheim-Kirchenarnbach, Queidersbach, Ramstein, Reichenbach, Reichenbachsteegen, Reuschbach, Schrollbach, Spesbach, Steinwenden, Vogelbach und Weltersbach, die bis dahin zum Bezirksamt Homburg gehört hatten, dem Bezirksamt Kaiserslautern angeschlossen. Grund war die Abtrennung des Hauptteiles des Bezirksamts Homburg an das Saargebiet. Das hinzugekommene Gebiet wurde von einer Bezirksamtsaußenstelle in Landstuhl verwaltet, die bis 1938 bestand.
1939 wurde das Bezirksamt wie alle bayerischen Bezirksämter in Landkreis umbenannt.
Nach dem Zweiten Weltkrieg wurde der Landkreis Teil der französischen Besatzungszone. Die Errichtung des Landes Rheinland-Pfalz wurde am 30. August 1946 als letztes Land in den westlichen Besatzungszonen durch die Verordnung Nr. 57 der französischen Militärregierung unter General Marie-Pierre Kœnig angeordnet. Es wurde zunächst als „rhein-pfälzisches Land“ bzw. als „Land Rheinpfalz“ bezeichnet; der Name Rheinland-Pfalz wurde erst mit der Verfassung vom 18. Mai 1947 festgelegt.
Der erste Schritt der Kreisreform in Rheinland-Pfalz am 7. Juni 1969 brachte eine Reihe von Gebietsänderungen:
- Die Gemeinden Bettenhausen, Gimsbach, Matzenbach und Nanzdiezweiler wechselten aus dem Landkreis Kaiserslautern in den Landkreis Kusel.
- Die Gemeinden Albersbach, Frankelbach und Kollweiler wechselten aus dem Landkreis Kusel in den Landkreis Kaiserslautern.
- Die Gemeinde Neuhemsbach wechselte aus dem aufgelösten Landkreis Rockenhausen in den Landkreis Kaiserslautern.
- Die Gemeinden Dansenberg, Erlenbach, Erfenbach, Hohenecken, Mölschbach, Morlautern und Siegelbach schieden aus dem Landkreis aus und wurden in die kreisfreie Stadt Kaiserslautern eingegliedert.

Am 22. April 1972 wurden die Gemeinden Lambsborn, Langwieden und Martinshöhe des aufgelösten Landkreises Zweibrücken, die Gemeinde Sembach des Donnersbergkreises, die Gemeinde Miesau des Landkreises Kusel und die Gemeinde Schopp des Landkreises Pirmasens aufgenommen. Hingegen wurde Obernheim-Kirchenarnbach an den Landkreis Pirmasens (heute Landkreis Südwestpfalz) abgetreten.
Seit 1962 hat der Kreis eine Partnerschaft mit dem Lancaster County, Pennsylvania. Als Teil der Partnerschaft von Rheinland-Pfalz mit Ruanda, hat der Kreis seit 1983 eine Partnerschaft mit dem Kreis Musasa. 2002 begann eine Partnerschaft mit dem polnischen Kreis Olesno. Seit 2003 besteht auch eine Partnerschaft zu Rapla in Estland.

### Vorgeschichte
In der Jungsteinzeit war das Kreisgebiet vermutlich zum ersten Mal dauerhaft besiedelt, wobei sich die Besiedelung auf die Sickinger Höhe konzentrierte. Die übrigen Teile des Kreises wurden von Süden nach Norden mit abnehmender Intensität besiedelt. In der Römerzeit konnte das gesamte Kreisgebiet besiedelt werden mit einer Siedlungskonzentration in der Kaiserslauterer Senke und dem Landstuhler Bruch. Nach einer Siedlungsleere im 5. und 6. Jahrhundert wurden im Zuge der fränkischen Landnahme zunächst nur die besten Böden besiedelt. Von 221 bekannten Weilern in der Pfalz gingen 85 wieder ein, was auf Gründungen an ungeeigneter Stelle hindeutet.

### Einwohnerentwicklung

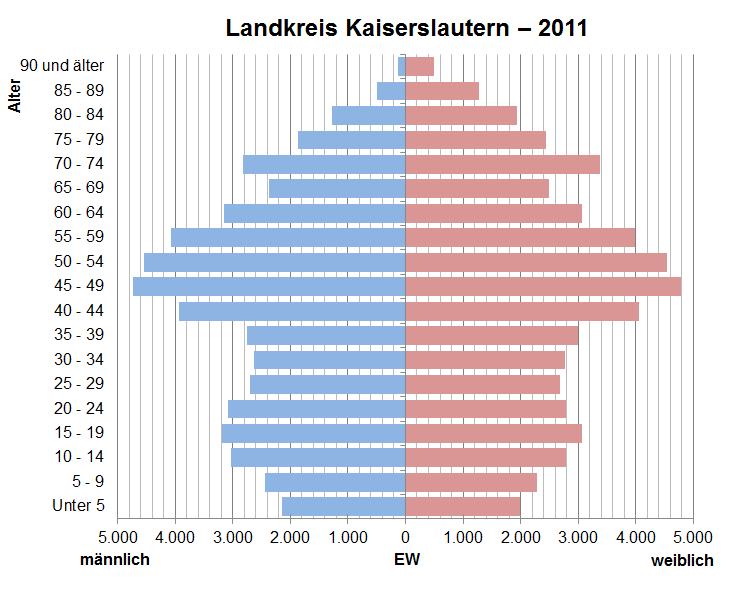
Bevölkerungspyramide für den Kreis Kaiserslautern (Datenquelle: Zensus 2011)

| Jahr | Einwohner | Quelle |
| ---- | --------- | ------ |
| 1864 | 56.383    | [ 9 ]  |
| 1885 | 75.241    | [ 10 ] |
| 1900 | 82.413    | [ 11 ] |
| 1910 | 91.573    | [ 11 ] |
| 1925 | 67.375    | [ 11 ] |
| 1939 | 72.171    | [ 11 ] |
| 1950 | 81.902    | [ 11 ] |

| Jahr | Einwohner | Quelle |
| ---- | --------- | ------ |
| 1960 | 100.800   | [ 11 ] |
| 1970 | 90.200    | [ 12 ] |
| 1980 | 95.600    | [ 13 ] |
| 1990 | 99.500    | [ 14 ] |
| 2000 | 110.100   | [ 15 ] |
| 2010 | 105.428   |        |
| 2016 | 105.504   | [ 16 ] |

### Konfessionsstatistik
Laut der Volkszählung 2011 waren  41,4 % der Einwohner evangelisch, 35,9 % römisch-katholisch und 22,7 % waren konfessionslos, gehörten einer anderen Glaubensgemeinschaft an oder machten keine Angabe. Der Anteil der evangelischen und katholischen Kirchenmitglieder an der Gesamtbevölkerung ist seitdem jährlich um 1 Prozentpunkt gesunken. Gemäß dem Zensus 2022 waren Mai 2022 34,2 % der Einwohner evangelisch, 29,3 % katholisch, und 36,5 % waren konfessionslos, gehörten einer anderen Glaubensgemeinschaft an oder machten keine Angabe. Mit Stand 30. Juni 2025 waren von den Einwohnern 30,8 % evangelisch, 26,5 % katholisch und 41,5 % gehörten sonstigen oder keinen Glaubensgemeinschaft an.

## Politik

### Kreistag
Der Kreistag des Landkreises Kaiserslautern besteht aus 42 in einer personalisierten Verhältniswahl gewählten Kreistagsmitgliedern und dem Landrat als Vorsitzendem.
Wegen der Besonderheiten des rheinland-pfälzischen Wahlsystems bei den Kommunalwahlen (personalisierte Verhältniswahl) sind die angegebenen prozentualen Stimmanteile als gewichtete Ergebnisse ausgewiesen, die das Wahlverhalten nur rechnerisch wiedergeben.
Die Kreistagswahlen führten zu folgenden Ergebnissen:
| Parteien und Wählergruppen | % 2024 | Sitze 2024 | % 2019 | Sitze 2019 | % 2014 | Sitze 2014 |
| -------------------------- | ------ | ---------- | ------ | ---------- | ------ | ---------- |
| CDU                        | 30,9   | 13         | 32,1   | 14         | 37,3   | 16         |
| SPD                        | 19,4   | 8          | 24,1   | 10         | 33,5   | 14         |
| AfD                        | 17,5   | 7          | 10,6   | 4          | –      | –          |
| FWG                        | 14,3   | 6          | 15,1   | 6          | 15,5   | 6          |
| BSW                        | 7,4    | 3          | –      | –          | –      | –          |
| GRÜNE                      | 6,4    | 3          | 10,4   | 4          | 6,1    | 3          |
| FDP                        | 2,9    | 1          | 3,8    | 2          | 2,6    | 1          |
| DIE LINKE.                 | 1,2    | 1          | 3,9    | 2          | 5,0    | 2          |
| Gesamt                     | 100,0  | 42         | 100,0  | 42         | 100,0  | 42         |
| Wahlbeteiligung in %       | 66,6   | 66,6       | 65,3   | 65,3       | 61,1   | 61,1       |

### Bezirksamtmänner (bis 1938) und  Landräte (ab 1939)
- 1902–192400 Eugen Reiß
- 1924–194400 Karl Müller
- 1944–194500 ? Hartmann
- 1945–195000Otto Schellhaas
- 1950–195900Werner Spiess
- 1959–197500Friedrich Ludwig Wagner
- 1975–199100Rudolf Erich Tartter (CDU)
- 1991–200900Rolf Künne (SPD)
- 2009–201700Paul Junker (CDU)
- 2017–000000Ralf Leßmeister (CDU)

Ralf Leßmeister trat sein Amt am 9. Dezember 2017 an. Bei der Stichwahl am 15. Oktober 2017 hatte er sich mit einem Stimmenanteil von 53,2 % gegen Martin Müller (SPD) durchgesetzt, nachdem bei der Direktwahl am 24. September 2017 keiner der ursprünglich drei Bewerber eine ausreichende Mehrheit erreicht hatte.

### Wappen und Flagge

Der Landkreis Kaiserslautern führt ein Wappen sowie eine Hiss- und Bannerflagge.
| Wappen des Landkreises Kaiserslautern | Blasonierung: „Unter goldenem Schildhaupt, darin ein wachsender, rot bewehrter schwarzer Adler, in Schwarz durch einen rot bordierten, silbernen, mit einem blauen Fisch belegten Pfahl gespalten: vorne ein rot bewehrter und gekrönter goldener Löwe, hinten fünf silberne Kugeln.“ |
| Wappen des Landkreises Kaiserslautern | Wappenbegründung: Der Adler betont das Reichsland und den Reichswald um den Königshof und die Königspfalz Lautern, der Löwe steht für die Pfalz, welche 1357 die Herrschaft über Kaiserslautern erhielt. Die Kugeln symbolisieren die Herren von Sickingen, die Gebietsteile im Kreis besaßen und der Fisch ist dem Wappen Kaiserslautern entnommen. Er ist das Wappen der Herren von Lautern. Das Wappen wurde am 14. Dezember 1959 genehmigt. |

## Religion

### Christentum
Die evangelische Gemeinden des Landkreises gehören zu der Evangelischen Kirche der Pfalz, die katholische gemeinden gehören zum Bistum Speyer.

## Kultur
Fast alle bedeutenden Kultureinrichtungen befinden sich in der Stadt Kaiserslautern, während der Landkreis nur wenige zentrale Einrichtungen dieser Art besitzt.

## Wirtschaft und Verkehr
Die Kaiserslauterer Senke ist seit dem Altertum eine Hauptverkehrslandschaft, über die der lothringische Raum mit dem nördlichen Oberrheingebiet verbunden ist. Durch sie verlief eine Römerstraße, die Kaiserstraße, heute Eisenbahn und Autobahn.

### Straßenverkehr
Durch das Kreisgebiet führen die Bundesautobahnen 6 (Saarbrücken–Ludwigshafen), 63 (Kaiserslautern–Mainz) und 62 (Pirmasens–Kusel). Ferner durchziehen mehrere Bundesstraßen das Kreisgebiet, darunter die B 37, B 39, B 48 und B 270.

### Schienenverkehr
Der Aufbau des Schienennetzes im Raum Kaiserslautern begann 1845 mit dem Bau der Ludwigsbahn nach Bexbach. Diese Linie erhielt bald nach ihrer Fertigstellung Anschluss an die linksrheinische Nord-Südtrasse und über Saarbrücken an das französische Netz. Von der Ludwigsbahn aus wurden Nebenbahnen und Verbindungsstrecken zu anderen Hauptlinien angelegt. Diese verlaufen meist in nord-südlicher Richtung und führen der Ost-West-Trasse weiteren Verkehr zu. Bedeutende Eisenbahnknotenpunkte im Kreisgebiet waren und sind Enkenbach, Hochspeyer, Lampertsmühle-Otterbach und Landstuhl.
Im 20. Jahrhundert wurden nur noch wenige Bahnen gebaut. Die Bahn verlor auch ihre dominierende Rolle im Personen- und Güterverkehr. Die Lage an der Bahnlinie ist heute für eine Gemeinde nicht mehr so ausschlaggebend wie im 19. Jahrhundert als sich oft schon Gewerbebetriebe an den projektierten Bahnhofsplätzen ansiedelten, bevor noch mit dem Bahnbau begonnen wurde. Nach und nach werden unrentable Nebenstrecken stillgelegt oder zumindest die Personenbeförderung eingestellt.
Wichtigste Strecke durch das Kreisgebiet ist die Bahnstrecke Mannheim–Saarbrücken, die aus der Ludwigsbahn hervorging. Weitere noch bediente Strecken sind die Alsenztalbahn über Enkenbach nach Bad Münster, die Bahnstrecke Kaiserslautern–Enkenbach, die Biebermühlbahn über Schopp nach Pirmasens, die Lautertalbahn über Otterbach und Olsbrücken nach Lauterecken-Grumbach sowie die über Ramstein-Miesenbach, Steinwenden und Niedermohr verlaufende Bahnstrecke Landstuhl–Kusel. Inzwischen eingestellt wurden die Glantalbahn von Homburg nach Bad Münster, die Bahnstrecke Lampertsmühle-Otterbach–Otterberg, die Bachbahn nach Reichenbach sowie die Eistalbahn zwischen Eiswoog und Enkenbach.

### Flugverkehr
Nach dem Zweiten Weltkrieg entstand im Gebiet des Landstuhler Bruches bei Ramstein der US-amerikanische Flugstützpunkt Ramstein Air Base, einer der wichtigsten Flugbasen der NATO. Die Mehrzahl der Gemeinden des Kreises liegen unter der Einflugschneise.

### Wasserwege
Der Landkreis ist zwar Quellgebiet zahlreicher starker Bäche, hat jedoch keinen schiffbaren Wasserweg. Das Projekt eines Saarpfalz-Rheinkanals aus den späten 1930er-Jahren, mit dem die Saar und der Industrieraum an Rhein und Neckar verbunden werden sollte, wurde nicht verwirklicht.

### Pipelines
Das Kreisgebiet durchziehen mehrere Pipelines für Erdgas der Creos Deutschland GmbH sowie die NATO-Pipeline „Zweibrücken–Fürfeld“ mit Anschluss an der Ramstein Air Base.

## Städte und Gemeinden
Verbandsgemeinden mit ihren verbandsangehörigen Gemeinden:
(Einwohnerzahlen vom 31. Dezember 2023; Sitz jeder Verbandsgemeinde mit * markiert)
- Verbandsgemeinde Bruchmühlbach-Miesau (10.811)

1. Bruchmühlbach-Miesau * (8222)
2. Gerhardsbrunn (177)
3. Lambsborn (714)
4. Langwieden (279)
5. Martinshöhe (1419)

- Verbandsgemeinde Enkenbach-Alsenborn (20.055)

1. Enkenbach-Alsenborn * (7166)
2. Fischbach (766)
3. Frankenstein (909)
4. Hochspeyer (4738)
5. Mehlingen (3952)
6. Neuhemsbach (961)
7. Sembach (1164)
8. Waldleiningen (399)

- Verbandsgemeinde Landstuhl (26.189)

1. Bann (2242)
2. Hauptstuhl (1205)
3. Kindsbach (2505)
4. Krickenbach (1189)
5. Landstuhl, Sickingenstadt * (8305)
6. Linden (1154)
7. Mittelbrunn (729)
8. Oberarnbach (435)
9. Queidersbach (2838)
10. Schopp (1474)
11. Stelzenberg (1239)
12. Trippstadt (2874)

- Verbandsgemeinde Otterbach-Otterberg (19.009)

1. Frankelbach (319)
2. Heiligenmoschel (596)
3. Hirschhorn/Pfalz (740)
4. Katzweiler (1951)
5. Mehlbach (1123)
6. Niederkirchen (1863)
7. Olsbrücken (1061)
8. Otterbach (4060)
9. Otterberg, Stadt * (5438)
10. Schallodenbach (845)
11. Schneckenhausen (576)
12. Sulzbachtal (437)

- Verbandsgemeinde Ramstein-Miesenbach (17.588)

1. Hütschenhausen (4121)
2. Kottweiler-Schwanden (1293)
3. Niedermohr (1512)
4. Ramstein-Miesenbach, Stadt * (8167)
5. Steinwenden (2495)

- Verbandsgemeinde Weilerbach (14.888)

1. Erzenhausen (755)
2. Eulenbis (502)
3. Kollweiler (539)
4. Mackenbach (2156)
5. Reichenbach-Steegen (1503)
6. Rodenbach (3346)
7. Schwedelbach (1194)
8. Weilerbach * (4893)

Die folgenden Gemeinden verloren bis heute ihre Eigenständigkeit:
- Albersbach, am 16. März 1974 zu Reichenbach-Steegen
- Alsenborn, am 7. Juni 1969 zu Enkenbach-Alsenborn
- Baalborn, am 1. April 1939 und am 7. Juni 1969 zu Mehlingen
- Bruchmühlbach, am 22. April 1972 zu Bruchmühlbach-Miesau
- Enkenbach, am 7. Juni 1969 zu Enkenbach-Alsenborn
- Fockenberg-Limbach, am 24. Juli 1976 zu Reichenbach-Steegen
- Heimkirchen, am 7. Juni 1969 zu Niederkirchen
- Katzenbach, am 7. Juni 1969 zu Hütschenhausen
- Miesenbach, am 7. Juni 1969 zu Ramstein-Miesenbach
- Morbach, am 7. Juni 1969 zu Niederkirchen
- Mühlbach im Bruch, am 1. Oktober 1938 zu Bruchmühlbach
- Neukirchen, am 1. April 1939 zu Mehlingen
- Obermohr, am 7. Juni 1969 zu Steinwenden
- Obersulzbach, am 7. Juni 1969 zu Sulzbachtal
- Pörrbach, am 6. März 1974 zu Schwedelbach
- Ramstein, am 7. Juni 1969 zu Ramstein-Miesenbach
- Reichenbach, am 7. Juni 1969 zu Reichenbach-Steegen
- Reichenbachsteegen, am 7. Juni 1969 zu Reichenbach-Steegen
- Reuschbach, am 7. Juni 1969 zu Niedermohr
- Sambach, am 7. Juni 1969 zu Otterbach
- Schrollbach, am 7. Juni 1969 zu Niedermohr
- Spesbach, am 7. Juni 1969 zu Hütschenhausen
- Stockborn, am 1. Oktober 1937 zu Erfenbach
- Untersulzbach, am 7. Juni 1969 zu Sulzbachtal
- Vogelbach, am 7. Juni 1969 zu Bruchmühlbach
- Weltersbach, am 1. September 1965 zu Steinwenden
- Wörsbach, am 7. Juni 1969 zu Niederkirchen

Siehe auch
- Listen zu dem Begriff „Gebietsveränderungen“ siehe Gebietsreformen in Rheinland-Pfalz
- Gemeinden und Gemeindeteile: Liste der Orte im Landkreis Kaiserslautern

## Kfz-Kennzeichen
Am 1. Juli 1956 wurde dem Landkreis bei der Einführung der bis heute gültigen Kfz-Kennzeichen das Unterscheidungszeichen KL zugewiesen. Es wird durchgängig bis heute ausgegeben.